# Abdel Rahim el-Kib

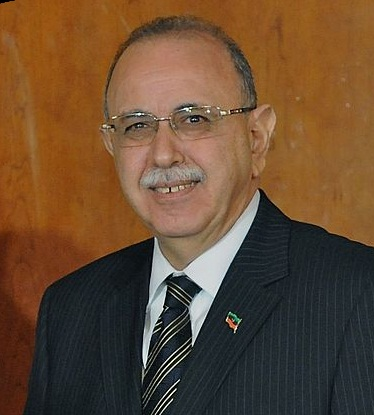
Abdel Rahim el-Kib (2011)

Abdel Rahim el-Kib (arabisch عبد الرحيم الكيب, DMG ʿAbd ar-Raḥīm al-Kīb; * 2. März 1950 in Tripolis, Libyen; † 21. April 2020 in den Vereinigten Staaten) war vom 31. Oktober 2011 bis 12. September 2012 Ministerpräsident der Übergangsregierung in Libyen. Der promovierte Elektroingenieur und Hochschullehrer war vor seinem Amtsantritt erst seit kurzer Zeit in der Politik seines Heimatlandes aktiv gewesen.

## Leben
El-Kib wurde an der Universität von Tripolis, der North Carolina State University, der University of Alabama und der American University of Sharjah ausgebildet. Er leitete die Fakultät Elektroingenieurwesen der Erdölhochschule (Petroleum Institute) in Abu Dhabi. Nach dem Ende des Bürgerkrieges wurde er am 31. Oktober 2011 zum Ministerpräsidenten der Übergangsregierung gewählt. Er setzte sich im Nationalen Übergangsrat gegen vier Konkurrenten durch und erzielte dabei schon im ersten Wahlgang 26 von 51 Stimmen. Am 12. September 2012 wurde Mustafa Abu Schagur vom aus Wahlen hervorgegangenen Allgemeinen Nationalkongress mit 96 von 200 Stimmen zum Ministerpräsidenten unter Präsident Mohamed Yusuf al Magariaf gewählt.